# Smithiantha cinnabarina
Espèce
Smithiantha cinnabarina est une espèce de plantes à fleurs de la famille des Gesneriaceae.